# لیدیا هرست
لیدیا هرست (انگلیسی: Lydia Hearst؛ زادهٔ ۱۹ سپتامبر ۱۹۸۴) هنرپیشه و مانکن اهل ایالات متحده آمریکا است.
از فیلم‌ها یا برنامه‌های تلویزیونی که وی در آن نقش داشته‌است می‌توان به بین جهان‌ها، دو جک و تسخیر شارون تیت اشاره کرد.